# Iwaizumi
Iwaizumi (岩泉町?) è una cittadina giapponese della prefettura di Iwate.